# Fingerborg

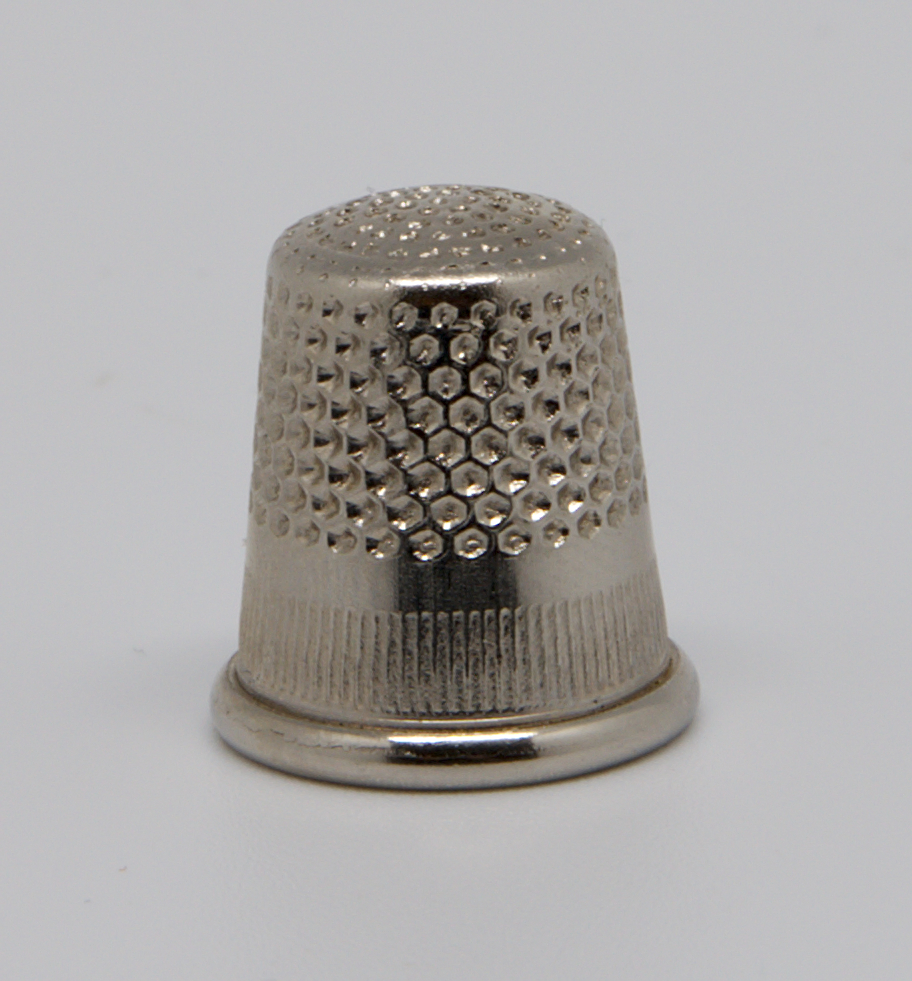
En fingerborg.

En fingerborg är ett redskap (vanligen av metall) format som en liten bägare eller hylsa, vilken vid handsömnad träs på långfingret för att skydda fingertoppen från stick när nålen sticks genom tyget. Syringar som är föregångare till fingerborgen förekom redan under stenåldern. Etruskerna var de första som tillverkade regelrätta fingerborgar. Genom romarna spred sig fingerborgen över Europa. Fram till senmedeltiden göts fingerborgar; därefter började man att smida dem.
Exempel på svenska fynd är från Borg, en gård från yngre järnåldern i Valla socken.